# العلاقات الأمريكية التوغوية
العلاقات الأمريكية التوغولية هي العلاقات الثنائية التي تجمع بين الولايات المتحدة وتوغو.

## مقارنة بين البلدين
هذه مقارنة عامة ومرجعية للدولتين:
| وجه المقارنة                                              | الولايات المتحدة                                                                                                  | توغو            |
| --------------------------------------------------------- | --- | --------------- |
| المساحة (كم2)                                             | 9.83 مليون | 56.78 ألف       |
| عدد السكان (نسمة)                                         | 311.58 مليون | 7.80 مليون      |
| الكثافة السكانية (ن./كم²)                                 | 31.7 | 137.37          |
| العاصمة                                                   | واشنطن العاصمة | لومي            |
| اللغة الرسمية                                             | لغة إنجليزية | لغة فرنسية      |
| العملة                                                    | دولار أمريكي | فرنك غرب أفريقي |
| الناتج المحلي الإجمالي (بليون دولار)                      | 19.39 تريليون | 4.81 مليار      |
| الناتج المحلي الإجمالي (تعادل القوة الشرائية) بليون دولار | 18.04 تريليون | 10.67 مليار     |
| الناتج المحلي الإجمالي الاسمي للفرد دولار أمريكي          | 56.12 ألف | 559             |
| الناتج المحلي الإجمالي للفرد دولار أمريكي                 | 54.63 ألف | 1.43 ألف        |
| مؤشر التنمية البشرية                                      | 0.920 | 0.484           |
| رمز المكالمات الدولي                                      | +1 | +228            |
| رمز الإنترنت                                              | .us، حكومة، .mil، Edu.                                                                                            | .tg             |
| المنطقة الزمنية                                           | توقيت ساموا الأمريكية، توقيت أطلنطي موحد، منطقة زمنية وسطى، توقيت ألاسكا ‏، المنطقة الزمنية الجبلية، توقيت تشامرو ‏ | 00              |

## منظمات دولية مشتركة
يشترك البلدان في عضوية مجموعة من المنظمات الدولية، منها:
| علم المنظمة | اسم المنظمة                               | تاريخ انضمام الولايات المتحدة | تاريخ انضمام توغو |
| ----------- | ----------------------------------------- | ----------------------------- | ----------------- |
|             | منظمة حظر الأسلحة الكيميائية              | ?                             | ?                 |
|             | الاتحاد الدولي للاتصالات                  | 1 يوليو 1908                  | 14 سبتمبر 1961    |
|             | منظمة الشرطة الجنائية الدولية             | ?                             | ?                 |
|             | البنك الإفريقي للتنمية                    | ?                             | ?                 |
|             | المركز الدولي لتسوية المنازعات الاستشارية | 14 أكتوبر 1966                | 10 سبتمبر 1967    |
|             | وكالة ضمان الاستثمار متعدد الأطراف        | 12 أبريل 1988                 | 15 أبريل 1988     |
|             | منظمة التجارة العالمية                    | ?                             | ?                 |
|             | يونسكو                                    | 4 نوفمبر 1946                 | 17 نوفمبر 1960    |
|             | مؤسسة التنمية الدولية                     | 24 سبتمبر 1960                | 21 أغسطس 1962     |
|             | الأمم المتحدة                             | 24 أكتوبر 1945                | 20 سبتمبر 1960    |
|             | الاتحاد البريدي العالمي                   | ?                             | ?                 |
|             | البنك الدولي للإنشاء والتعمير             | 27 ديسمبر 1945                | 1 أغسطس 1962      |
|             | مؤسسة التمويل الدولية                     | 20 يوليو 1956                 | 4 سبتمبر 1962     |

## أعلام
هذه قائمة لبعض الشخصيات التي تربطها علاقات بالبلدين:
- بروس دجيتي (لاعب كرة قدم أسترالي، 25 مارس 1987[25] – )
- جوني يونغ (دبلوماسي أمريكي، 2 يونيو 1940[26] – )
- دوايت ديكنسون (دبلوماسي أمريكي، 13 ديسمبر 1916 – 24 سبتمبر 1997)
- ديفيد بي. دان (دبلوماسي أمريكي، 19 يونيو 1949 – )
- رونالد د. بالمر (دبلوماسي من الولايات المتحدة الأمريكية، 22 مايو 1932 – 21 أبريل 2014)
- كارل دبليو. هوفمان (دبلوماسي أمريكي، 6 أبريل 1961 – )
- هوارد كينت ووكر (دبلوماسي أمريكي، 3 ديسمبر 1935 – )

## وصلات خارجية
- موقع وزارة الخارجية الأمريكية